# Poeciliopsis baenschi
Poeciliopsis baenschi es un pez de la familia de los poecíliidos en el 
orden de los ciprinodontiformes.

## Morfología
Los machos pueden alcanzar los 2,5 cm de longitud total y las hembras los 3 cm.

## Distribución geográfica
Se encuentran en México.